# Clidemia pycnantha
Clidemia pycnantha är en tvåhjärtbladig växtart som beskrevs av Ignatz Urban och Erik Leonard Ekman. Clidemia pycnantha ingår i släktet Clidemia och familjen Melastomataceae. Inga underarter finns listade i Catalogue of Life.